# George Somnes
George Somnes, nascut George Carleton Flye (Newcastle, Maine,7 de juliol de 1887 - Denver, 8 de febrer de 1956) va ser un director de teatre i productor i director de cinema estatunidenc.

## Carrera
El 1911, la primera aparició de Somnes a Broadway va ser a An Old New Yorker de Harrison Rhodes i Thomas A. Wise i produïda per William A. Brady. Després va anar a Londres i va ser el primer estatunidenc que va guanyar protagonisme al Old Vic Theatre, amb la seva interpretació del rei Claudi a Hamlet.
Quan els Estats Units van entrar a la Primera Guerra Mundial, Somnes va abandonar Anglaterra i va entrar a l'exèrcit, on es va convertir en un sergent superior a l'artilleria de camp.
A la dècada de 1920 Somnes va ser membre de l'antiga Stuart Walker Stock Company a Indianàpolis i més tard va participar al Civic Theatre d'allà.
De 1929 a 1934, Somnes va estar a Hollywood i va dirigir estrelles com Sylvia Sidney, Claudette Colbert, Gary Cooper i George Raft. La seva carrera com a director cinematogràfic va incloure: The Girl in 419, Midnight Club i Torch Singer el 1933, i Wharf Angel el 1934, codirigint amb William Cameron Menzies.
A l'escenari va dirigir produccions com el drama Reprise (1935), les comèdies Sun Kissed (1937) i The Greatest Show on Earth (1938), el melodrama Brown Danube (1939) i el drama Land's End (1946).

## Teatre Elitch
El 1934, Somnes va aparèixer per primera vegada al Teatre Elitch on ell i la seva futura esposa, Helen Bonfils, farien la primera de moltes aparicions junts.
Somnes va obrir la temporada de 1946 al Teatre Elitch amb The Mermaid Sings, que va ser la seva obra número 101 com a director. En aquesta ocasió, Somnes ha afirmat: "Les cent primeres jugades són les més dures".
Les seves dates d'actuació i direcció al Teatre Elitch inclouen: 1936 a 1943, 1947 i 1951 a 1954.

## Vida personal

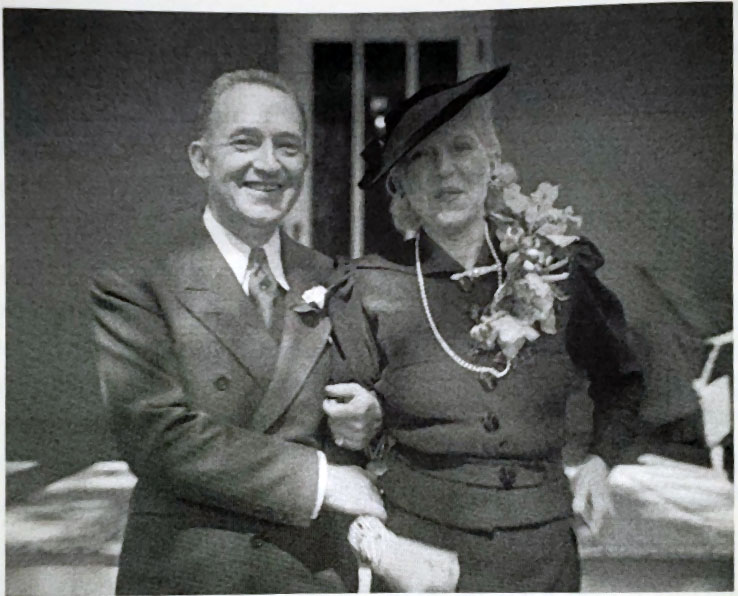
Dia del casament de Helen Bonfils i George Somnes (1936)

A la tardor de 1936, Somnes i Helen Bonfils es van casar al jardí de roses de la casa de Gurtler a Denver.
La parella vivia a la Wood-Morris-Bonfils House a Denver. Somnes va morir a Denver el 1956 i va ser enterrat al mausoleu Fairmount de Denver, i Bonfils se li va unir el 1972.